# Tyngdeacceleration
 Ikke at forveksle med g-kraft.
Tyngdeaccelerationen er den acceleration et legeme undergår, når det påvirkes af gravitation.

## Værdier for tyngdeaccelerationen
Den vedtagne standardværdi for normal-tyngdeaccelerationen på Jordens overflade er:
{\displaystyle g_{n}=9,80665{\text{ }}{\frac {\text{m}}{{\text{s}}^{2}}}}
Den faktiske, lokale tyngdeacceleration varierer dog. Således vil fx en person, der vejer 75 kg på jordoverfladen ved ækvator, veje knap 75,4 kg på jordoverfladen på en af planetens poler (90° nord eller syd fra ækvator);[kilde mangler] dvs. omkring en halv procent mere selv om personens masse er den samme. Årsagen hertil er, at Jorden ikke er en perfekt kugle, men buler gradvist ud fra polerne mod ækvator, hvor afstanden {\displaystyle R} til Jordens centrum er lidt større end ved en af polerne.
Tyngdeaccelerationen i Danmark er {\displaystyle 9,816{\text{ }}{\frac {\text{m}}{{\text{s}}^{2}}}}.
På Månen er den lokale tyngdeacceleration ca. {\displaystyle 1,6{\text{ }}{\frac {\text{m}}{{\text{s}}^{2}}}}, eller omkring 1/6 af Jordens, og på meget små himmellegemer som fx småplaneter er den lokale tyngdeacceleration så lille, at en astronaut kan være i fare for at svæve bort ved at gøre et hop.

## Newtonsk tyngdeacceleration
Ifølge Newtonsk gravitation påvirker alle legemer hinanden med en kraft:
{\displaystyle {\vec {F}}=-{\frac {GMm}{r^{2}}}{\hat {r}}}
hvor
- {\displaystyle {\vec {F}}} er kraften.
- {\displaystyle M} er det ene legemes masse.
- {\displaystyle m} er det andet legemes masse.
- {\displaystyle r} er afstanden mellem de to legemer.
- {\displaystyle {\hat {r}}} er en enhedsvektor.
- {\displaystyle G} er den universelle gravitationskonstant, som er en proportionalitetskonstant.

Ifølge Newtons anden lov gælder generelt:
{\displaystyle {\vec {F}}=m{\vec {a}}}
hvor {\displaystyle {\vec {a}}} er accelerationen. Kombineres de to udtryk, ses det, at tyngdeaccelerationen {\displaystyle {\vec {g}}} af legemet med massen {\displaystyle m} er givet ved:
{\displaystyle {\vec {g}}=-{\frac {GM}{r^{2}}}{\hat {r}}}
Det ses, at accelerationen er uafhængig af {\displaystyle m}. Legemer der bevæger sig lokalt i et tyngdefelt - dvs. hvor {\displaystyle r} kun ændres meget lidt - oplever også en approksimativt konstant tyngdeacceleration. Det er fx tilfældet tæt på Jordens overflade og er beskrevet af Galileis faldlov:
{\displaystyle g=-k}
hvor {\displaystyle k} er en konstant, og minustegnet angiver, at ting falder nedad.
Den lokale tyngdeacceleration kan også skrives som
{\displaystyle g=-{GM \over (R+h)^{2}}}
hvor
- {\displaystyle R} er legemets radius (målt i meter)
- {\displaystyle h} er højden over legemets overflade (målt i meter)